# DNA polimerase delta
A DNA polimerase delta ou DNA Pol δ é um complexo enzimático que se encontra em eucariotas o qual intervém na replicação e reparo do DNA. O complexo da DNA polimerase delta consta de 4 subunidades, designadamente: POLD1, POLD2, POLD3 e POLD4. O DNA Pol δ é a principal enzima utilizada para a síntese das fibras guia e desaceleração da replicação do DNA em eucariotas. Apresenta um aumento da sua processividade quando interage com o antigeno nuclear da célula proliferante (PCNA; proliferating cell nuclear antigen). Além disso, a proteína de multisubunidades de factor de replicação C é importante para a função do DNA Pol δ, devido ao seu papel de portador do grampo do PCNA (o qual implica a catálise da carga do PCNA sobre o ADN).
Estas enzimas, pertencentes à categoria das transferase, catalisam a seguinte reação:
deossinucleosídeo trifosfato + DNAn ⇄ difosfato + DNAn+1.

## Nota
- Este artigo incorpora informações de domínio público proveniente da United States National Library of Medicine (Biblioteca Nacional de Medicina dos Estados Unidos).